# Festival interceltique de Lorient 2020
La 50e édition du Festival interceltique de Lorient aurait dû se dérouler du 7 au 16 août 2020. La Bretagne est la nation celte qui aurait dû être mise à l'honneur pour cette édition anniversaire. Mais celle-ci est finalement annulée en raison de la pandémie de Covid-19. Reportée à l'année suivante, l'édition 2021 aura lieu  du 6 au 15 août.

## Préparation

### Pays invité
L'annonce officielle du pays invité pour l'« édition 2020 » a lieu le mercredi 7 août 2019, lors de l'édition de 2019. À cette occasion, le directeur Lisardo Lombardía dévoile à la presse l'autocollant qui promeut l'édition du cinquantenaire du FIL, annonçant en même temps les dates du festival et l'invitation de la Bretagne. Le visuel est très sobre, en noir, blanc et or, reprenant des codes culturels de la région, avec l'hermine et les bandes du drapeau de la Bretagne, des triskèles et une carte stylisée de la péninsule armoricaine en arrière-plan. Le slogan est « Année de la Bretagne : 50 ans au cœur du monde celte ».
L'affiche, créée par l'entreprise lorientaise Orignal communication, est dévoilée le 21 janvier 2020. Elle reprend les éléments de l'autocollant, combinés à un phare et des cornemuses, clin d’œil à la première Fête des Cornemuses en 1971. À cela s'ajoutent divers éléments rappelant la Bretagne, tels que des vaguelettes et des pointes de nacre pour respectivement évoquer la maritimité et les coquillages ou encore le gwenn ha du flottant en miroir.

### Une annonce de la programmation perturbée

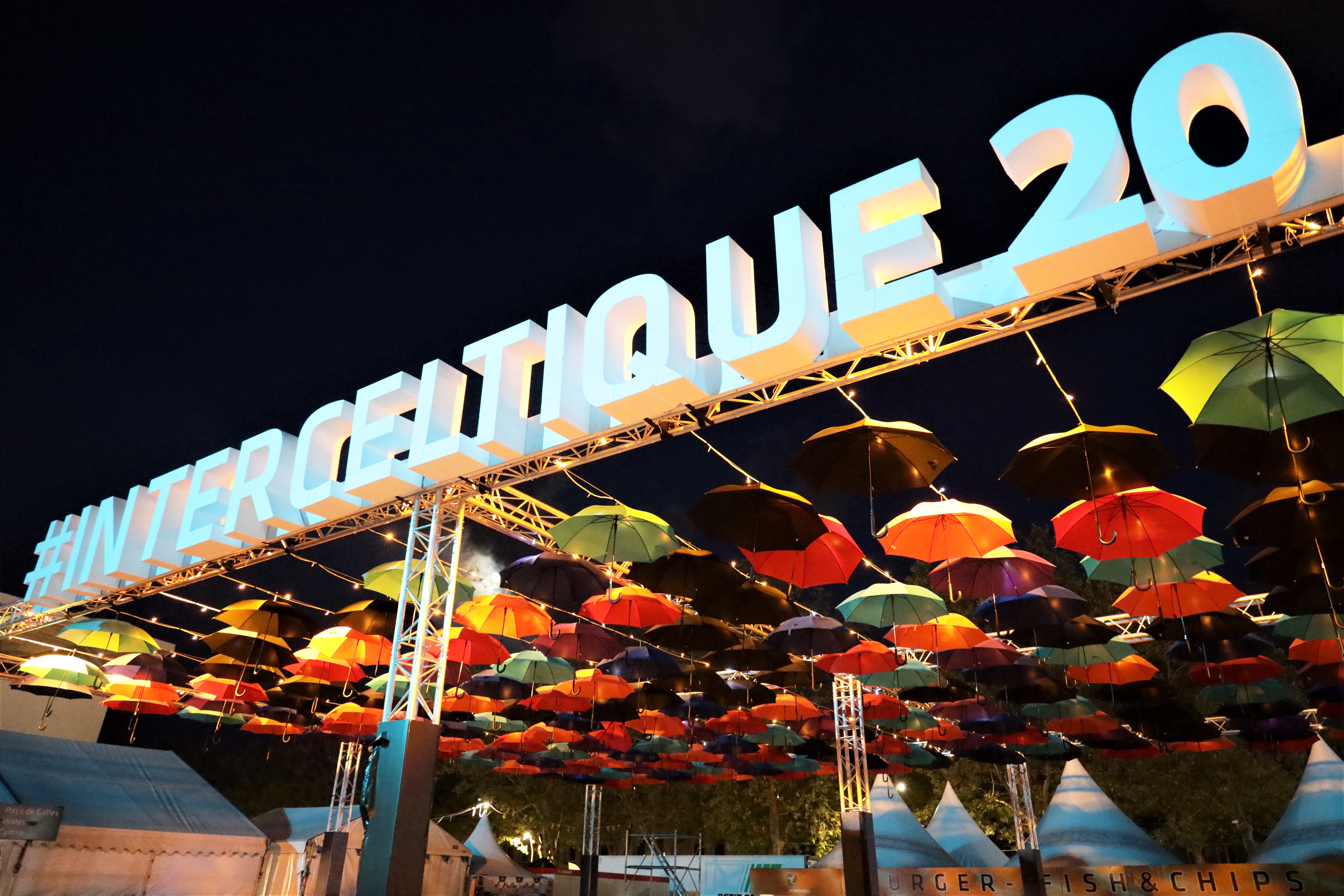
La campagne de promotion de l'édition 2020 débute dès la fin de l'édition 2019.

L'annonce de la programmation de l'édition 2020 est initialement prévue le 16 avril 2020. La propagation du Covid en Bretagne comme dans le reste de l'Europe va remettre en cause celle-ci. D'autres grands festivals musicaux de la région sont progressivement contraints de prendre la décision d'annuler leurs éditions 2020. Le Hellfest, prévu en juin, officialise le 8 mars son annulation, suivi le 15 avril par le festival des Vieilles Charrues, prévu lui mi-juillet. Le président du festival Jean Peeters ainsi que son directeur Lisardo Lombardía déclarent néanmoins le 30 mars continuer à travailler pour l'organisation du festival en août.
Des mesures strictes de confinement sont décidées par le gouvernement français sur l'ensemble du pays le 14 mars à partir du surlendemain. Ces mesures sont prorogées à plusieurs reprises pour être finalement levées le 11 mai. Les festivals dépendent alors de décrets d'annulation pour leur permettre d'annuler sans frais certains contrats. Le président français Emmanuel Macron décrète finalement le 13 avril l'interdiction de tous les festivals jusqu'à mi-juillet. A cette date, l'équipe dirigeante du FIL indique alors continuer à travailler pour une édition en août aux dates prévues, mais repousse sine dine l'annonce de la programmation, tout en indiquant qu'une décision d'organisation ou non serait prise avant le 11 mai.
Des acteurs de la culture bretonne font part progressivement de leurs intentions d'annuler ou de revoir leurs participations à des évènements lors de la période estivale. Le festival de Cornouaille fait part le 15 avril de son choix de repousser son édition 2020 à novembre ou décembre. Plusieurs bagadoù font part de l'impossibilité de compter sur leurs musiciens étrangers. Sonerion, l'association organisatrice du championnat national des bagadoù, prend elle la décision le 22 avril d'annulation de la saison 2020, tout en laissant la porte ouverte à un spectacle de bagadoù pendant le FIL si celui-ci devait maintenir son organisation. Le gouvernement prend finalement le 28 avril la décision d'interdire tout rassemblement de plus de 5 000 personnes jusqu'en septembre 2020. Le conseil d'administration du festival se réunit le 30 avril, et décide alors du report de l'édition 2020 à l'été 2021.

### Données financières
Le festival est tributaire d'un passif de 580 000 € hérité de l'édition de 2014. Un plan d'économie visant un comblement de 120 000 € par édition du festival est alors mis en place, devant être suivi jusqu'en 2020. Une politique de réduction des coûts est ainsi engagée. Le bilan comptable de l'édition 2019 est annoncé lors de l'assemblée générale du 16 novembre 2019 au centre culturel d'Amzer Nevez à Ploemeur. Il est alors annoncé que, selon des comptes provisoires, le FIL a réalisé un bénéfice de près de 88 000 euros. Le trésorier espère même, quand les chiffres seront définitifs, « dépasser les 100 000 euros et avoir ainsi une réserve, ce qui n'était jamais arrivé jusqu'ici ». Par ailleurs, les espaces bars et restauration ont généré près de deux millions d'euros de bénéfices, et les badges de soutien se sont eux écoulés à 93 500 unité.
Le fonds de dotation, reposant sur le mécénat, et abondant les prestations culturelles du festival, récolte lui environ 600 000 € en 2019, avec l'objectif affiché d'atteindre les 750 000 € das le cadre de l'édition 2020. 116 mécènes sont alors recensés, dont « quatre ou cinq » sont responsables de donations supérieures à 30 000 €. Un de ces mécènes, Pros-Consulte aussi fondateurs du Club Kilt, fait savoir dans la presse en novembre qu'il renonce à poursuivre ses versements. Contributeur à hauteur de 15 000 € par an, il réclamait de participer à la grande parade, ce qui a été refusé par la direction du festival. Cette dernière expliquant que la grande parade était réservée à la mise en valeur des groupes de musique et de danse de Bretagne et du monde, en précisant par la voix de son président 
« quand on est mécène, on donne sans contrepartie car on ne peut prétendre à une exonération fiscale de 60 % et vouloir acheter des places de défilé ; ce n'est pas dans l'esprit du FIL, d'autant que chaque année, il n'est pas possible de faire défiler tout le monde ».

## Déroulé

### Grandes lignes de l'édition projetée
L'organisation du festival communique en même temps que l'annulation de l'édition 2020 les grandes lignes de l'édition projetée. Selon elle, la plupart des artistes prévus pour cette édition ont déjà confirmé leurs participation à l'édition 2021, et cette programmation doit servir de base à l'édition 2021.
Les têtes d'affiche bretonnes projetées incluent ce que la presse présente alors comme « les 4 Fantastiques » de la musique bretonne : Denez Prigent, Alan Stivell, Dan Ar Braz (accompagné sur scène par Clarisse Lavanant, Morwenn Le Normand, Karen Matheson, Elaine Morgan), et Gilles Servat, ce dernier étant déjà présent pour la première édition du festival. D'autres noms comme Krismenn, Alain Pennec sont annoncés, ainsi que Djiboudjep en concert de clôture pour leurs 50 ans de scène. Le décès du leader de ce dernier groupe, Mikaël Yaouank, le 5 juin de la même année, remet en cause la participation du groupe à l'édition suivante. D'autres groupes doivent aussi présenter des créations originales. Le bagad Cap Caval dispose ainsi d'une carte blanche pour l'occasion, tout comme l'orchestre national de Bretagne qui doit présenter « Finisterres celtiques » créé pour les 50 ans du Fil, et Cercle Bugale an Oriant et le bagad Sonerien An Oriant qui doivent eux présenter « La jolie - au Fil du temps, Lorient ». Une suite dédiée à Polig Monjarret, un des cofondateurs du FIL, doit aussi être présentée lors du « Triomphe des Sonneurs ». Enfin, une place importante doit être laissée à la langue bretonne pendant cette édition.
Parmi les principaux groupes étrangers invités figurent notamment The Chieftains, Michael McGoldrick, Only Boys Aloud, ou encore Carlos Núñez.
L'aménagement des sites doit aussi évoluer. Un nouvel espace, baptisé « Pavillon 50e », et alors prévu pour permettre de découvrir la gastronomie bretonne tout en écoutant tout au long de la journée différents artistes. Le concours du Trophée Loïc Raison, qui récompense les nouveaux talents de la musique celtique, devait ainsi y prendre place. Le Quai de la Bretagne, quant à lui, doit alors être redimensionné pour un meilleur accueil et confort des festivaliers, avec pour objectif d'en faire le point névralgique de la célébration de la Bretagne.

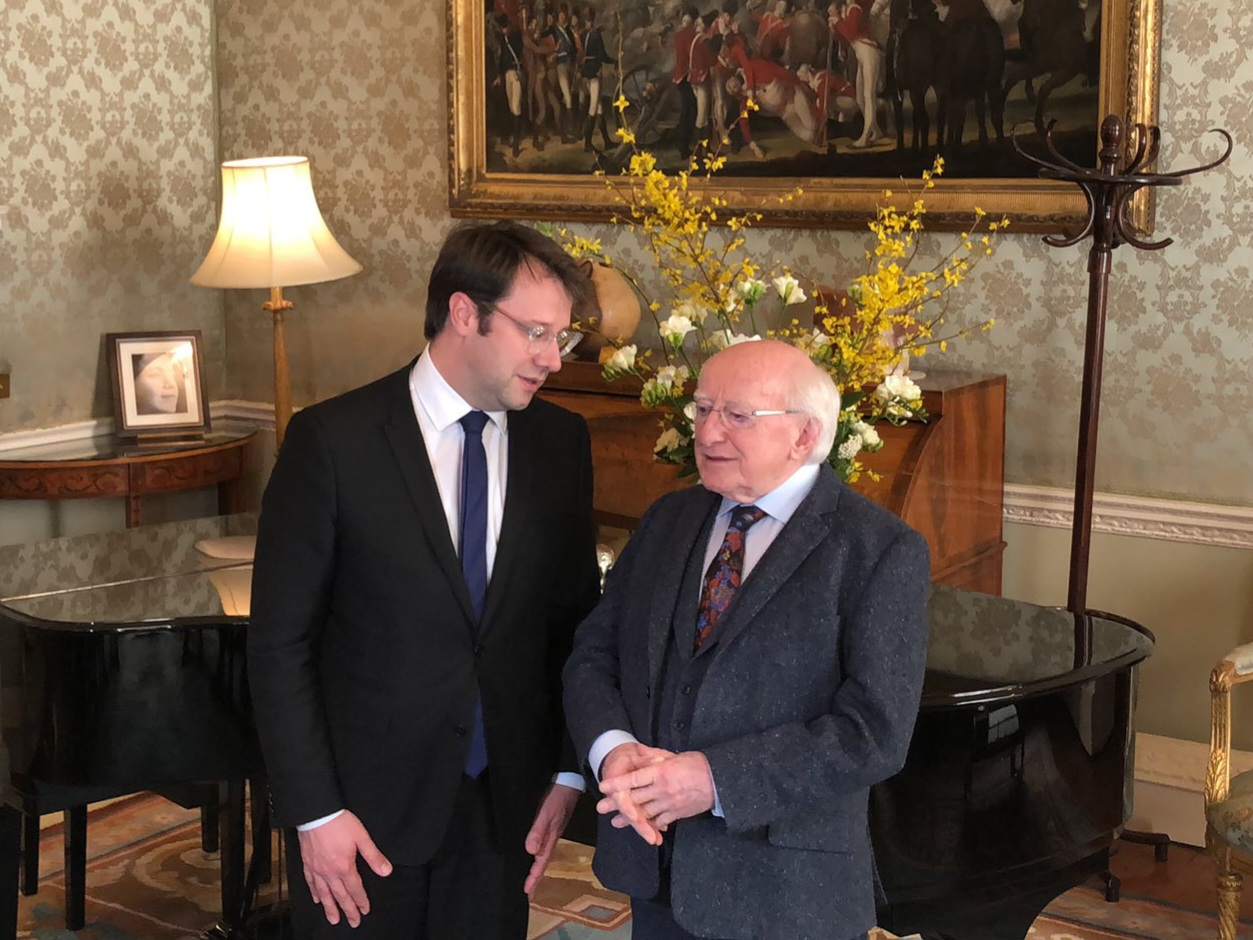
Loïg Chesnais-Girard et Michael D. Higgins le 3 mars 2020, prélude à l'organisation d'un « Sommet des pays celtes ».

La tenue d'un « Sommet des pays celtes » est aussi projeté, à l'initiation du président de la région Bretagne Loïg Chesnais-Girard. Celui-ci rencontre le Premier ministre du pays de Galles Mark Drakeford le 1er mars 2020 à Cardiff puis le président de l'Irlande Michael D. Higgins le 3 mars 2020 à Dublin pour les inviter à des rencontres lors du festival, dans un contexte pré-Brexit, afin de développer des partenariats. L'initiative fait partie des projets évoqués par le président du FIL Jean Peeters lors de son élection l'année précédente, qui entend alors « créer des opportunité », en se basant sur « les liens entre la culture et l'économie ».

### Retransmissions à partir du confinement

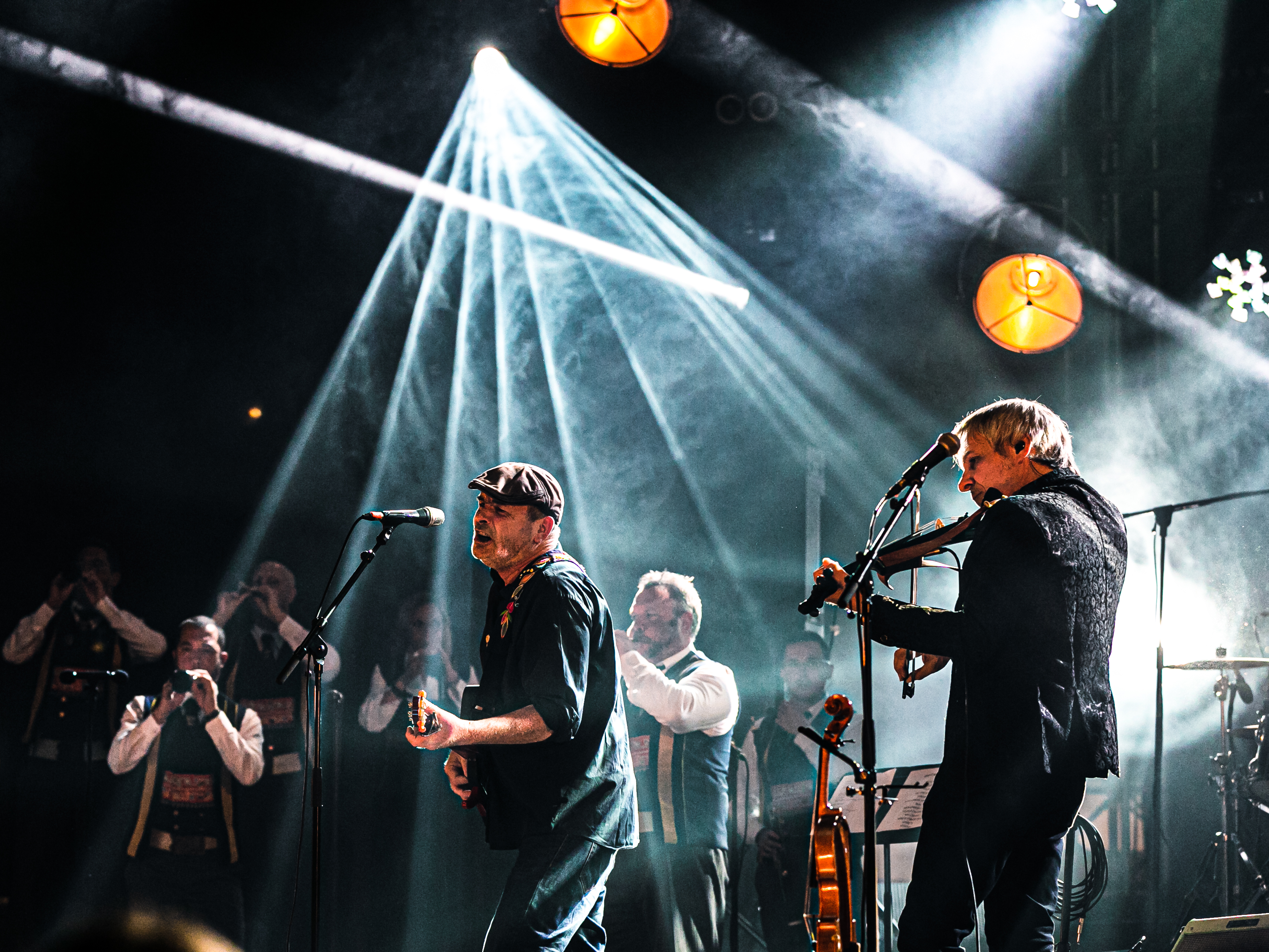
Le concert de Red Cardell et du Bagad Kemper capté lors de l'édition précédente fait partie des concerts diffusés lors de la période de confinement.

Comme d'autres festivals lors de la période de confinement, le festival interceltique propose des diffusions de concerts captés lors des éditions précédentes. Ceux-ci ont lieu le vendredi soir, sur les pages Facebook du festival et de France 3 Bretagne. Le mois d'avril voit des rediffusions de concerts des Galiciens de Tiruleque, puis des Bretons de Modkozmik Galactik, de Fleuves, et de Eben. Début mai celles de Red Cardell et du Bagad Kemper, ainsi que Gwenfol closent les concerts de confinement.
Ces diffusions de captations se poursuivent après la période de confinement par les mêmes canaux. Les irlandaises de The Murphy Sisters, les gallois de No Good Boyo, et l'Américaine Rhiannon Giddens accompagnée de l'Orchestre symphonique de Bretagne sont ainsi proposés au mois de mai, et les japonais de Harmonica Creams, puis les Bretons de Djiboudjep sont proposés au mois de juin.
la chaîne de télévision française France 3 diffuse plusieurs spectacles au mois d'août, présentés par Cyril Féraud. Le dimanche 9 août, la Grande Parade des Nations Celtes est diffusée en début d'après-midi et attire 866 000 téléspectateurs, soit 7.8% de parts de marché. Le vendredi 14, la chaine diffuse en première partie de soirée Le grand spectacle du Festival interceltique de Lorient 1 760 000 téléspectateurs, soit 11.1% de parts de marché,.
Les conditions sanitaires ne permettent pas l'organisation du Fest-Noz de Noël habituel en décembre et dédié aux bénévoles du festival, et est remplacé par une diffusion sur les chaines Facebook et YouTube du Fil et de France 3 Bretagne le 26 décembre. Celle-ci intègre des extraits de concerts captés au Quai de la Bretagne lors des éditions précédentes, de Fleuves, Startijenn, Jean-Charles Guichen, Dañs Er Jeko, Skolvan, Spoum, Tymen/Kerveillant, Le Gall-Carré/Moal, Ti Lyannaj, Fred Guichen, Spontus, Vincendeau/Felder/Girault, Hamon/Martin et Djiboudjep.

### Animations estivales à Lorient

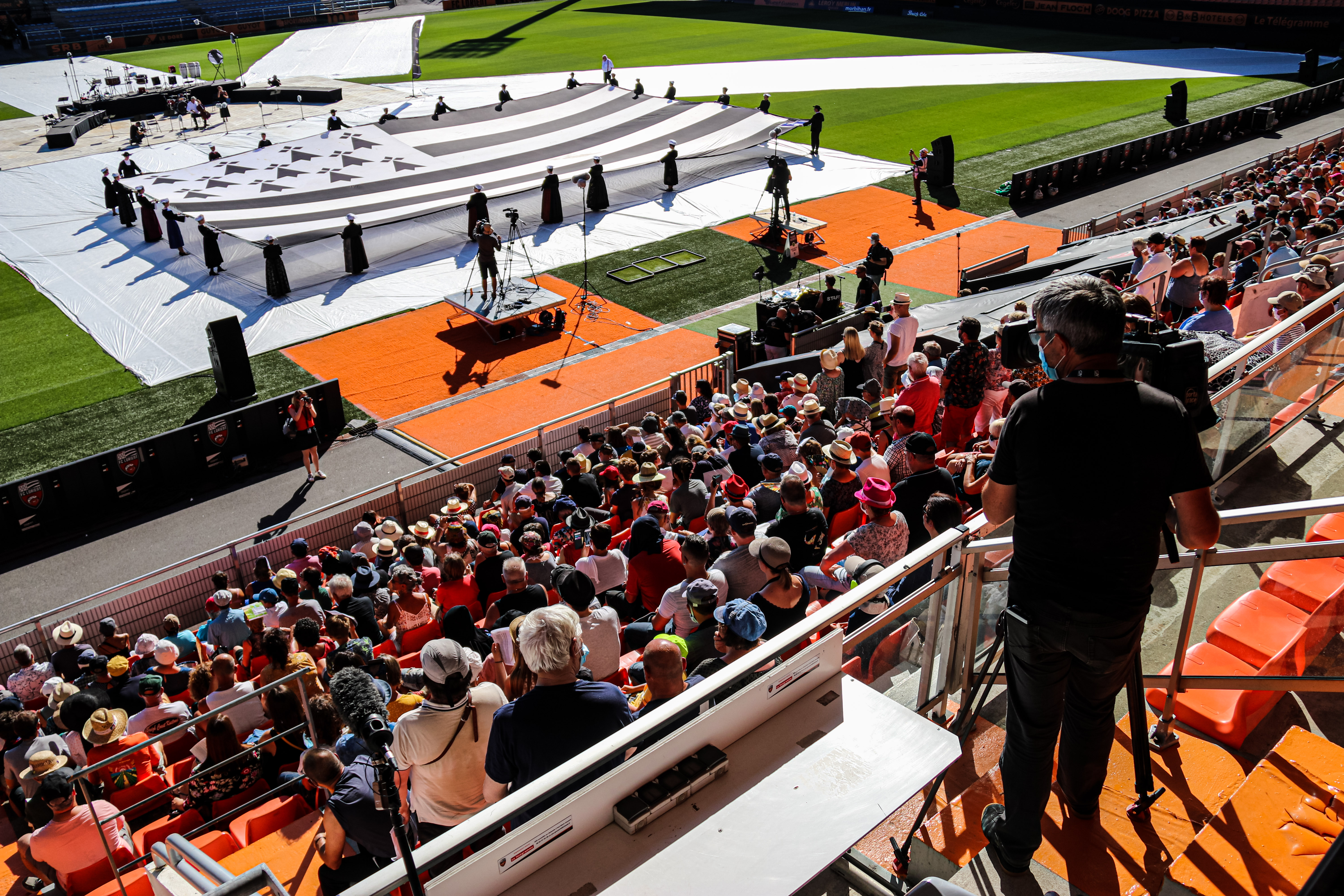
Une « Fête des Cornemuses 2020 » est organisée au stade du Moustoir.

La tenue d'une « Fête des Cornemuses 2020 » est annoncée le 10 juillet 2020 par le festival. Organisé en relation avec Sonerion, elle réunit le 8 août au stade du Moustoir et pendant deux heures le Bagad Kemper, le Bagad Cap Caval, le Bagad Roñsed-Mor, et le Bagad Sonerien An Oriant. Son nom fait référence à la dénomination de la première édition du festival interceltique. Elle fait l'objet d'une retransmission en direct sur plusieurs plateformes internet qui totalisent un peu plus de 200 000 personnes. Un CD reprenant le spectacle est édité en décembre de la même année.
Les commerçants du centre-ville, via leur association, mettent en place une série d'animations, du 23 juillet au 16 août, les jeudi, vendredi, et samedi. Des défilés de bagadoù et de cercles celtiques, un marché local, ou encore une vente à la criée organisée avec le port de pêche de Keroman sont alors proposés. À l'issue de l'été, l'association indique vouloir « réfléchir à de nouveaux moyens d’animer la ville » pour faire du mois de juillet un « mois tremplin pour le FIL ».
La fête foraine qui se tient conjointement au festival interceltique obtient de la mairie de maintenir son organisation. Une vingtaine d'attractions est ainsi installée sur le parc Jules-Ferry, et bénéficie d'une suppression des frais de place pour compenser le manque à gagner.

## Bilan

### Conséquences pour le festival
L'équipe dirigeante du FIL estime dans un premier temps devoir faire face à une perte nette de 200 000 €, tout en indiquant avoir déjà engagé pour près de 1,7 million d'euros (pour un budget total de 6,8 millions d'euros). Elle indique alors avoir recours à du chômage partiel pour les quatorze permanents de la structure. Si elle s'attend au maintien de la plupart des subventions, et déclare aussi s'attendre à certaines défaillances venant de ses mécènes, fragilisés économiquement par la crise économique à venir.
La presse s'interroge dès le mois de mai 2020 sur les évolutions que le festival va devoir envisager. Le format de 10 jours doit selon elle être discuté, tout comme la jauge des concerts, ou encore la circulation des flux de visiteurs en ville.
La structure qui organise le festival propose en décembre 2020 aux collectivités qui le finance de baisser de 25 % leurs participations du fait de la non-tenue de l'évènement, et pour « [ne pas] gagner de l’argent sur le dos du contribuable ». Dans le même temps un appel aux dons est lancé auprès des entreprises et des particuliers.

### Conséquences pour le pays de Lorient
Les retombées économiques du festival sont alors estimées à environ 24 millions d'euros par an pour l'ensemble du territoire du pays de Lorient. Si la remontée en Ligue 1 du FC Lorient pour la saison 2020-2021 peut en partie compenser ce manque à gagner, son impact est alors jugé comme étant loin d'être suffisant. La saison touristique estivale enregistre en légère baisse, les festivaliers maintenant pour beaucoup leurs séjours dans la région de Lorient. Si certaines clientèles comme les séniors en groupe sont en baisse, le nombre de primo-visitant est lui en nette hausse. Il s'agit pour l'essentiel de visiteurs français ne pouvant se rendre à l'étranger en raison des conditions sanitaires, et privilégiant des séjours en France. Ce phénomène est identique dans le reste de la Bretagne qui enregistre lors de l'été 2020 une affluence de touristes français.

### Dimension du FIL pendant la campagne des élections municipales
La préparation du festival intervient pendant la campagne électorale des élections municipales. Le festival est l'un des sujets au centre des programmes des différents candidats, notamment les quatre qualifiés pour le second tour :  Damien Girard et Bruno Blanchard à gauche, Laurent Tonnerre pour LaREM, et Fabrice Loher pour le centre-droit. Certaines personnalités du FIL sont aussi présentes sur des listes électorales, comme l'ancien président du festival Bruno Jaouën sur la liste de Damien Girard, ou le vice-président en poste Denis Le Mentec sur la liste de Bruno Blanchard.
La question d'une « maison du festival », matérialisant toute l'année le festival dans la ville, est ainsi abordée. L'association dispose d'une telle structure jusqu'en 2006, date à laquelle la municipalité, propriétaire du bâtiment, a décidé de sa destruction pour permettre la construction d'un centre commercial. La dernière phase de la rénovation du stade du Moustoir, qui accueille l'administration du festival et plusieurs spectacles, est vu par certains candidats comme une opportunité. La rénovation de la tribune la plus ancienne peut selon certains candidats donner lieu à la création d'une « maison de la culture bretonne » dans laquelle le festival viendrait s'intégrer. C'est le cas notamment de Damien Girard, alors qu'un autre candidat comme Laurent Tonnerre envisage lui plutôt une construction dans la zone du péristyle. Fabrice Loher penche lui pour « une maison particulière ou une autre forme »
Le festival est aussi vu par certains candidats comme un vecteur d'attractivité pour l'agglomération, qui doit être mis à contribution toute l'année pour dynamiser l'offre culturelle de la ville. Laurent Tonnerre envisage la mise en place d'un « G8 des capitales Celtes ».
La séquence électorale s'achève par l'élection de Fabrice Loher à mairie de Lorient, bénévole au festival depuis ses 17 ans, et responsable du village celte de 1995 à 2019.

## Sources